# In My Mind
In My Mind è l'album di debutto da solista del rapper statunitense Pharrell Williams, pubblicato il 25 luglio 2006.

## Descrizione
Include i tre singoli pubblicati prima dell'album Can I Have It Like That (featuring Gwen Stefani), Angel e Number One (featuring Kanye West), oltre a varie collaborazioni con Jay-Z, Nelly, Slim Thug, Snoop Dogg, Lauren, Jamie Cullum e Pusha T dei Clipse. Originariamente l'album sarebbe dovuto uscire nei negozi il 15 novembre 2005, ma l'uscita fu annullata su richiesta di Williams stesso. In una intervista infatti il cantante dichiarò che all'epoca l'album necessitava ancora di altro lavoro. L'album debutta in classifica alla terza posizione e vende 142,000 copie nella sua prima settimana. In totale l'album venderà 889,025 copie in tutto il mondo. L'album ha ricevuto una nomination ai Grammy Award come "migliore album rap", premio poi andato a Release Therapy di Ludacris.

## Tracce
Testi e musiche di Pharrell Williams, tranne dove indicato.
1. Can I Have It Like That (feat. Gwen Stefani) – 3:55
2. How Does It Feel? – 3:35
3. Raspy Shit – 3:34
4. Best Friend – 4:40
5. You Can Do It Too (feat. Jamie Cullum) – 5:22
6. Keep It Playa (feat. Slim Thug) – 4:18 (Pharrell Williams, Stayve Thomas)
7. That Girl (feat. Snoop Dogg and Charlie Wilson) – 4:01 (Pharrell Williams, Calvin Broadus, Jr.)
8. Angel – 2:44
9. Young Girl/I Really Like You (feat. Jay-Z) – 8:13 (Pharrell Williams, Shawn Carter)
10. Take It Off (Dim the Lights) – 4:07
11. Stay with Me (feat. Pusha T) – 4:06 (Pharrell Williams, Terrence Thornton)
12. Baby (feat. Nelly) – 4:06 (Pharrell Williams, Cornell Haynes, Jr.)
13. Our Father – 3:27
14. Number One (feat. Kanye West) – 3:56 (Pharrell Williams, Kanye West)
15. Show You How to Hustle (feat. Lauren) – 4:13

Traccia bonus dell'edizione giapponese
1. Swagger International – 4:14

## Classifiche
| Classifica (2006) | Posizione massima |
| ----------------- | ----------------- |
| Australia         | 15                |
| Austria           | 41                |
| Belgio (Fiandre)  | 5                 |
| Belgio (Vallonia) | 28                |
| Canada            | 8                 |
| Danimarca         | 21                |
| Finlandia         | 27                |
| Francia           | 29                |
| Germania          | 14                |
| Italia            | 12                |
| Irlanda           | 21                |
| Norvegia          | 9                 |
| Nuova Zelanda     | 13                |
| Paesi Bassi       | 3                 |
| Regno Unito       | 7                 |
| Stati Uniti       | 3                 |
| Svezia            | 34                |
| Svizzera          | 5                 |

### Classifiche di fine anno
| Classifica (2006) | Posizione |
| ----------------- | --------- |
| Stati Uniti       | 190       |